# Partick Thistle FC
Partick Thistle Football Club (kælenavn the Jags) er en skotsk fodboldklub, der er lokaliseret i Glasgow. Klubben spiller til dagligt i Scottish Championship. Til trods for klubbens navn så har de hjemmebane på Firhill Stadium i Maryhill-området af byen. Sidst de spillede i Partick var i 1908. Klubben har været medlem af Scottish Professional Football League (SPFL) siden SPFL blev stiftet i 2013. De spiller i Scottish Premiership, den øverste skotske liga, hvilket de har gjort siden de blev forfremmet fra Scottish First Division i 2012-13. Det er den ene af tre klubber i Glasgow, som spiller i Premiership.
Siden 1936 har Thistle spillet i deres karakteristiske røde og gule trøjer i forskellige designs med bånd og striber. Siden klubbens stiftelse i 1908 har den vundet Scottish Football League Second Division en gang og Scottish Football League First Division (anden række nu Scottish Championship) seks gange, senest i 2013. Thistle har vundet Scottish Cup og Scottish League Cup i henholdsvis 1921 og 1971.
Klubbens manager er den Gary Caldwell, som overtog rollen 15. oktober 2018 efter Alan Archibald's afgang.

## Historiske slutplaceringer
| Sæson       | Niveau | Liga         | Placering | Kilde  |
| ----------- | ------ | ------------ | --------- | ------ |
| 2010.—2011. | 2.     | Championship | 5.        | [ 2 ]  |
| 2011.—2012. | 2.     | Championship | 6.        | [ 3 ]  |
| 2012.—2013. | 2.     | Championship | 1.        | [ 4 ]  |
| 2013.—2014. | 1.     | Premiership  | 10.       | [ 5 ]  |
| 2014.—2015. | 1.     | Premiership  | 8.        | [ 6 ]  |
| 2015.—2016. | 1.     | Premiership  | 9.        | [ 7 ]  |
| 2016.—2017. | 1.     | Premiership  | 6.        | [ 8 ]  |
| 2017.—2018. | 1.     | Premiership  | 11.       | [ 9 ]  |
| 2018.—2019. | 2.     | Championship | 6.        | [ 10 ] |
| 2019.—2020. | 2.     | Championship | 10.       | [ 11 ] |
| 2020.—2021. | 3.     | League One   | 1.        | [ 12 ] |